# 波克朗加萊

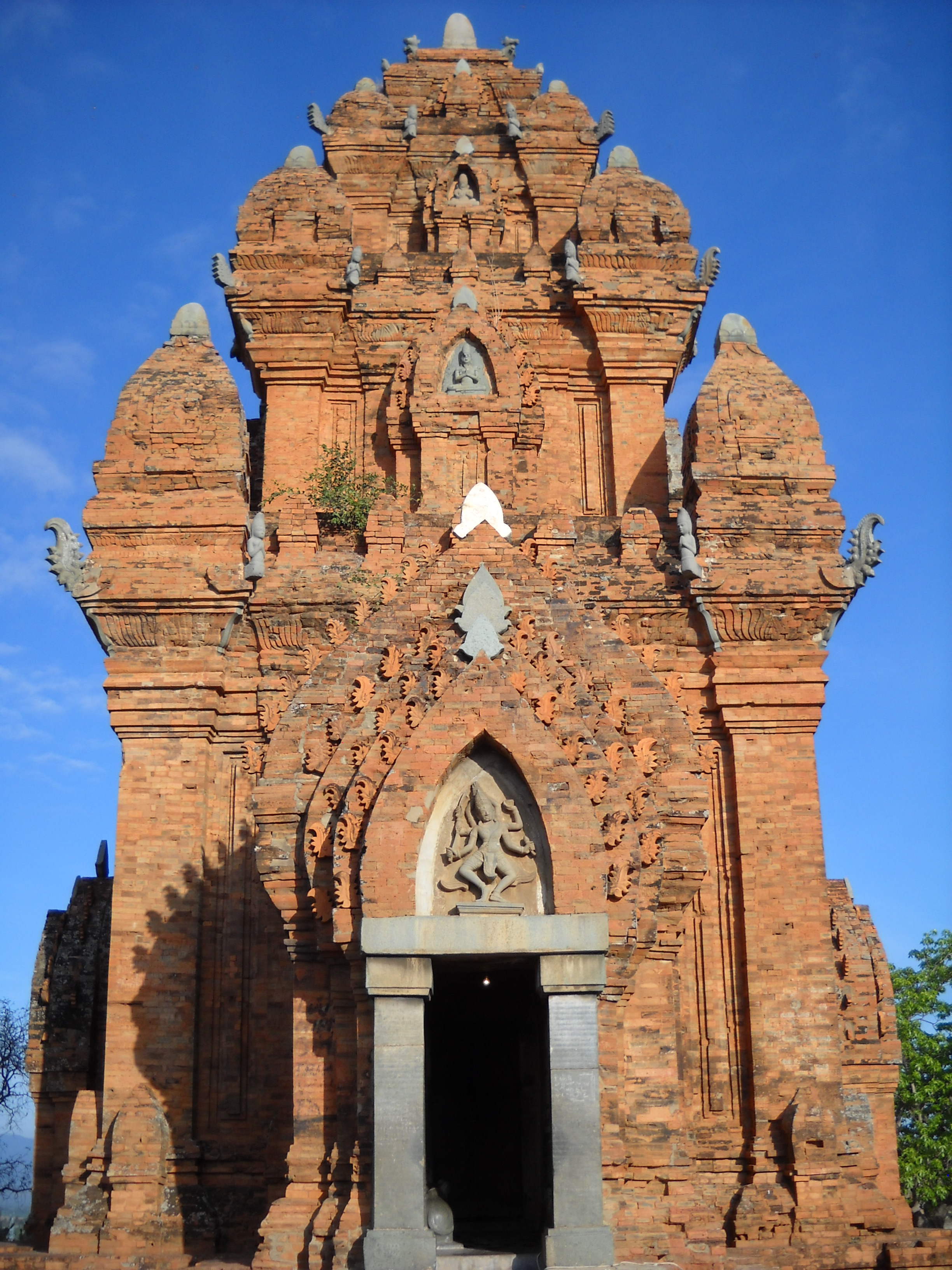
波克朗加萊塔，相傳為波克朗加萊所建。

波克朗加萊（Po Klong Garai，1151年—1205年）是占婆歷史上的一位統治賓童龍的國王，1167年至1205年在位。「波克朗加萊」一詞在占語中意思是「嘉萊人的龍王」。波克朗加萊的事跡與同時期的占婆國王闍耶因陀羅跋摩四世（鄒亞娜）相似，可能二者是同一個人。
根據傳說，波克朗加萊原本只是一個卑微的牛倌，後來因為命運，成為了占婆國王。在位期間，統治賢明，為民謀求福祉。高棉帝國入侵占婆的時候，他向高棉人發起挑戰，以造塔競賽來和平解決問題。最終波克朗加萊在競賽中獲勝，高棉侵略者只得回國。去世後，他被百姓尊奉為神，成為當地的保護者。據說他在競賽中建造的塔就是波克朗加萊塔，位於今日越南寧順省的潘郎-塔占市。